# Squadra montenegrina di Fed Cup
La squadra montenegrina di Fed Cup rappresenta il Montenegro nella Fed Cup, ed è posta sotto l'egida della Teniski savez Crne Gore (TSCG).
La squadra partecipa alla competizione dal 2007, dopo il distaccamento del paese dalla Serbia-Montenegro.
Nel 2011 le montenegrine sono state promosse per la prima volta dal Gruppo III al Gruppo II della zona Euro-Africana.

## Organico 2011
Aggiornato ai match del gruppo III (4-7 maggio 2011). Fra parentesi il ranking della giocatrice nei giorni della disputa degli incontri.
- Danka Kovinić (WTA #575)
- Danica Krstajić (WTA #)
- Tamara Stanić (WTA #)
- Vladica Babić (WTA #)

## Ranking ITF
- Il prossimo aggiornamento del ranking è previsto per il mese di febbraio 2012.

| Montenegro nel Ranking ITF (aggiornata al 7 novembre 2011) |              |        |                            |
| Pos                                                        | Squadra      | Punti  | Gruppo                     |
| 73                                                         | Costa Rica   | 200.00 | Gruppo II - Americhe       |
| 74                                                         | Turkmenistan | 181.00 | Gruppo II - Asia/Oceania   |
| 75                                                         | Tunisia      | 150.00 | Gruppo III - Europa/Africa |
| 76                                                         | Montenegro   | 128.00 | Gruppo II - Europa/Africa  |
| 77                                                         | Malaysia     | 116.25 | Gruppo II - Asia/Oceania   |
| 78                                                         | Pakistan     | 113.00 | Gruppo II - Asia/Oceania   |
| 79                                                         | Irlanda      | 105.00 | Gruppo III - Europa/Africa |